# Canby (Iowa)
Pour les articles homonymes, voir Canby (homonymie).
Canby est une communauté non constituée en municipalité, du comté d'Adair en Iowa, aux États-Unis.
Les bureaux de la poste sont inaugurés à Canby en 1873 et fermés en 1908.